# Giacomo Quarenghi

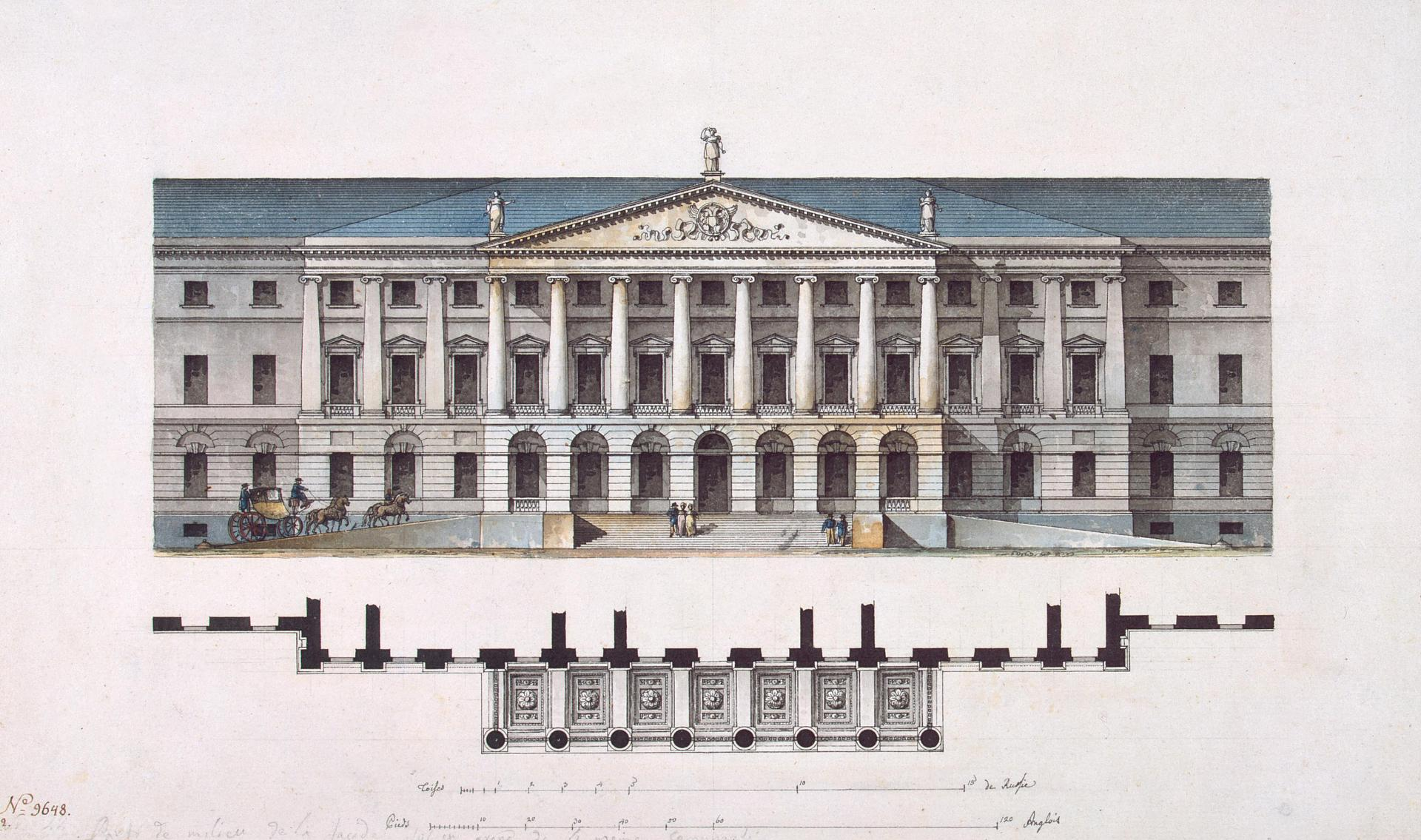
Projeto do Instituto Smolny

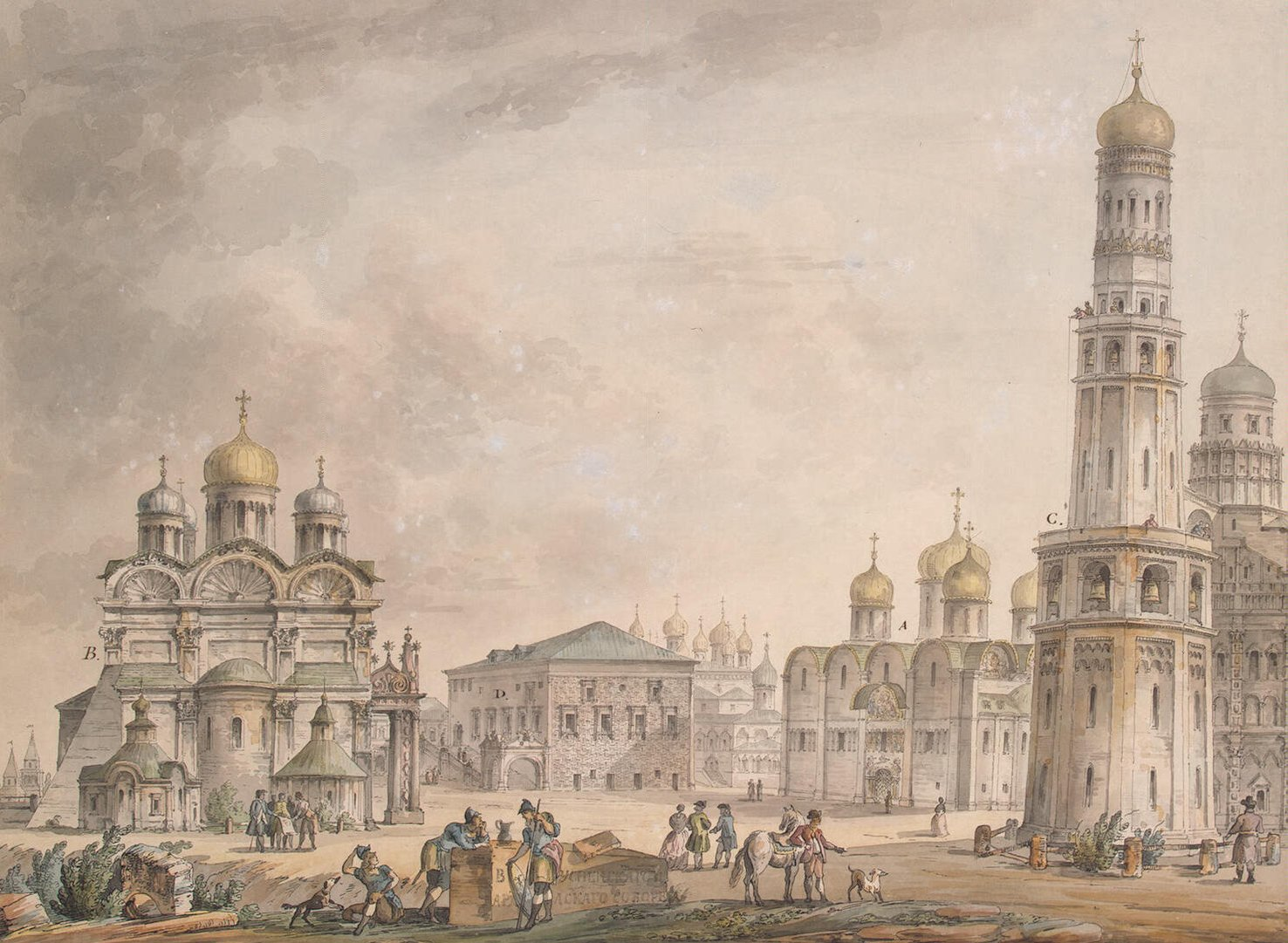
Praça das Catedrais, pintura de Quarenghi em 1797.

Giacomo Quarenghi [ˈdʒaːkomo kwaˈreŋɡi] (Rota d'Imagna, 20 ou 21 de setembro de 1744 - São Petersburgo, 1 de março de 1817) foi o mais importante arquiteto italiano da tendência palladiana a trabalhar na Rússia.
Nasceu em família nobre e foi destinado a ou estudar Direito ou entrar para a Igreja Católica, mas foi-lhe permitido estudar pintura com G. Reggi em Bérgamo, que fora aluno de Tiepolo. Recebeu educação esmerada e viajou muito pela Itália. Visitou os templos gregos em Pesto e chegou em Roma em 1763. Ali estudou pintura com Anton Raphael Mengs e Stefano Pozzi, mas então passou a se dedicar à arquitetura. Inscreveu-se como aluno de Derizet e Posi, que pouco o impressionaram, mas, ao ler uma recente edição do L'Archiettura, de Palladio, queimou todos os seus desenhos e estudos anteriores, e acorreu às ruínas onde poderia "aprender a boa e perfeita escola". Em 1768 os monges beneditinos de Subiaco encomendaram um projeto de reforma da Igreja de Santa Escolástica a ele, iniciado em 1770. O prédio medieval foi inteiramente refeito em um estilo austero, diretamente derivado de Palladio. Mas quando o edifício foi aberto a uma inspeção em 1773, ainda incompleto, não suscitou nenhum entusiasmo no cardeal Braschi, o patrono das obras. Logo em seguida Braschi foi eleito papa, e Quarenghi percebeu que sua carreira não teria futuro na Itália. Em 1779 abriu-se uma oportunidade quando o embaixador russo visitou o país em busca de arquitetos para trabalharem para Catarina, a Grande. Aceito, partiu imediatamente para São Petersburgo, tornando-se o arquiteto favorito da imperatriz.
Ali chegando, conheceu a produção do francês Claude-Nicolas Ledoux, pela qual se interessou grandemente, e que o auxiliou a aperfeiçoar seu próprio estilo. Tornou-se o autor de pelo menos dezenove grandes projetos, entre academias, teatros, palácios e outras edificações, que fizeram de São Petersburgo o mais importante centro do palladianismo no norte da Europa. Entre os mais notáveis estão o Teatro do Hermitage, o Palácio do Parque Inglês, o Banco do Estado, o Instituto Smolny e o Mercado dos Arcos, além de numerosas villas para a nobreza. Trabalhou na Rússia até depois da morte da imperatriz, e foi o inspirador de uma onda revivalista clássico-palladiana no final do século XIX, quando foi estilo de eleição na construção de prédios para bancos, uma tendência liderada por Viktor Schreter.
Com a ascensão de Paulo I ao trono, que detestava tudo o que se relacionava com sua mãe, Quarenghi caiu em desfavor. Entrando na Ordem de Malta tornou-se o seu arquiteto oficial, mas suas encomendas permaneceram escassas, além de seu estilo estar saindo de moda. Então partiu para a Itália, onde foi recebido em triunfo, e passou a pintar aquarelas com vedute de cenários arquitetônicos. Também publicou livros com projetos arquitetônicos palladianos e criou desenhos para elementos decorativos. Sucedendo Paulo I, subiu ao trono russo Alexandre I, que voltou a prestigiá-lo. Tornou-se membro correspondente da Academia Imperial, mas seu projeto para a colunata do Palácio Anichkov recebeu severas críticas. Mesmo assim foi nobilitado pelo imperador e recebeu a Ordem de São Vladimir de Primeira Classe em 1814. Depois de 1804 retirou-se da cena pública, ainda considerado uma celebridade. Teve treze filhos em dois casamentos. Alguns permaneceram na Rússia e outros se mudaram para a Itália. No centésimo-quinquagésimo de sua morte foi-lhe erguido um busto em São Petersburgo.